# Marele Pătrat din Pegas

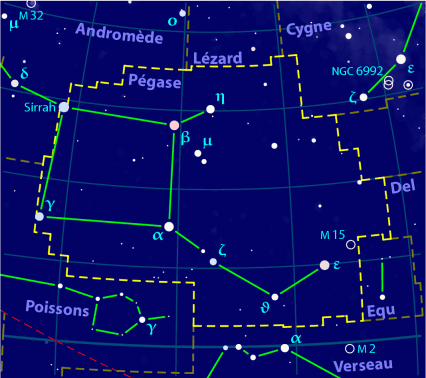
Asterismul Marelui Pătrat din Pegas.

Animație care arată Marele Pătrat din Pegas.

Marele Pătrat din Pegas sau Marele Pătrat al Pegasului, Pătratul de Toamnă sau Marea Cruce este un asterism în formă de pătrat constituit de stelele următoare: Markab (α Pegasi), Scheat (β Pegasi) și Algenib (γ Pegasi), din constelația Pegas, și Alpheratz sau Sirrah (α Andromedae, denumită și δ Pegasi înainte de delimitarea constelațiilor de către Uniunea Astronomică Internațională în 1930), din constelația Andromeda.
Marele Pătrat din Pegas este un reper major al bolții cerești, care se recunoaște direct prin forma sa precum și prin absența vreunei stele semnificative în perimetrul său. 
Ea aparține unui imens aliniament care face înconjurul globului și care este o axă majoră de identificare a bolții cerești. Plecând de la Marele Pătrat din Pegas, aliniamentul trece prin Algol, Capella, Castor și Pollux, Alphard (din Hidra), extremitatea Velelor apoi Acrux și Alpha Centauri, Shaula (λ Scorpii), arcul și capul (σ Sgr) Săgetătorului, apoi urcă prin capul Capricornului (β Cap), de-a lungul axei Vărsătorului, pentru a încheia pe diagonala Marelui Pătrat din Pegas.
Figura Marelui Pătrat din Pegas este utilă și ca indicator către unele obiecte cerești importante: astfel, urmând axa care unește α Pegasi cu α Andromedae, în direcția acestuia din urmă, se ajunge la marea galaxie Andromeda M 31, în timp ce pe cealaltă parte se ajunge la roiul M 15 . Extinzând de 2 ori axa care unește β Pegasi cu α Andromedae, se ajunge la M 33, galaxia Triunghiului.